# Landschaftsschutzgebiet Untreu
Das Landschaftsschutzgebiet Untreu mit 16 ha Flächengröße liegt am südlichen Stadtrand von Lemgo. Es wurde 2009 mit dem Landschaftsplan Lemgo durch den Kreistag des Kreises Lippe als Landschaftsschutzgebiet (LSG) ausgewiesen. Das Landschaftsschutzgebiet Langenkampsbach liegt teilweise nur etwa 150 m vom Landschaftsschutzgebiet Untreu entfernt.

## Beschreibung
Das LSG umfasst den 2 km langen größtenteils naturnahen Bachlauf der Untreu und zwei namenlose Bäche. Der Bach trägt im südlichen Abschnitt auch den Namen Ostersiekbach. Die Untreu-Quelle liegt in einem eschenreichen Feldgehölz im LSG. Der Quellbereich ist naturnah ausgeprägt. Die Untreu, ein namenloser Bach und ein namenloser Bach, der im Palsiek fließt, ist von Ufergehölzen gesäumt. Im Schutzgebiet liegen Grünlandbereiche, darunter einige Viehweiden und zwei Äcker. Die Bebauung von Lemgo grenzt teils direkt an.

## Schutzzwecke für das LSG
Laut Landschaftsplan erfolgte die Ausweisung des LSG
- „zur Erhaltung und Wiederherstellung der Leistungsfähigkeit des Naturhaushaltes in ökologisch besonders wertvoll strukturierten Bereichen mit Wasser-, Klima- und Biotopschutzfunktionen,“
- „zur Erhaltung und Wiederherstellung von Quellbereichen und naturnahen Fließgewässern, Wald- und Grünlandbereichen unterschiedlicher Feuchtestufen, Feldgehölzen, Hecken und Obstwiesen,“
- „zur Erhaltung morphologisch ausgeprägter Bereiche zur Sicherung der landschaftlichen Eigenart und Vielfalt für die Erholung,“
- „zur Erhaltung wertvoller Biotopkomplexe aus Wald-Grünlandbereichen, Fließgewässern und Quellen sowie Biotopen nach § 62 LG mit wichtigen Refugial-, Puffer-, Trittstein- und Vernetzungsfunktionen,“
- „zur Erhaltung und Wiederherstellung wichtiger Rückzugsräume für die bedrohte Tier- und Pflanzenwelt,“
- „zur Sicherung der das Orts- und Landschaftsbild gliedernden und belebenden und die dörflichen Siedlungsstrukturen prägenden Freiraumelemente.“[1]

## Rechtliche Vorschriften
Im Landschaftsschutzgebiet ist unter anderem das Errichten von Bauten und Fischteichen verboten. Grün- und Brachland darf nicht in eine andere Nutzungsart umgewandelt oder umgebrochen werden.